# Persenbeug-Gottsdorf
Persenbeug-Gottsdorf est une commune autrichienne du district de Melk en Basse-Autriche. Elle est connue pour son château de Persenbeug, ancienne demeure privée de François-Joseph Ier.

## Personnalités nées à Persenbeug
- Charles Ier d'Autriche